# Bojan Knežević
Bojan Knežević (Zagreb, 28 januari 1997) is een Kroatisch voetballer die bij voorkeur als offensieve middenvelder speelt. Hij stroomde in 2016 door vanuit de jeugd van Dinamo Zagreb.

## Clubcarrière
Knežević is afkomstig uit de befaamde jeugdacademie van Dinamo Zagreb. Op 10 mei 2014 maakte hij zijn opwachting in de Kroatische competitie tegen NK Istra 1961. Hij kwam enkele minuten voor affluiten in het veld voor Ivan Fiolić. Het seizoen erna speelde de middenvelder opnieuw slechts één competitieduel. Op de openingsspeeldag van het seizoen 2016/17 mocht Knežević in de basiself starten tegen Cibalia Vinkovci.

## Interlandcarrière
Knežević kwam reeds uit voor diverse Kroatische nationale jeugdteams. In 2014 debuteerde hij in Kroatië –19, waar hij aanvoerder is.